# Campeonato Mundial de Piragüismo en Maratón de 2001
El IX Campeonato Mundial de Piragüismo en Maratón se celebró en Stockton-on-Tees (Reino Unido) entre el 1 y el 2 de septiembre de 2001 bajo la organización de la Federación Internacional de Piragüismo (ICF).

## Resultados

### Masculino
| Evento | Oro                                                          | Plata                                                      | Bronce                                                              |
| ------ | ------------------------------------------------------------ | ---------------------------------------------------------- | ------------------------------------------------------------------- |
| C1     | Pavel Bednar · República Checa · 2:51:18                     | Pal Petervari · Hungría · 2:51:32                          | Pedro Areal · España · 2:51:46                                      |
| C2     | Edvin Csabai · Attila Gyore · Hungría · 2:35:39              | Istvan Koncz · Aron Gajarszki · Hungría · 2:38:01          | Lionel Dubois Dunilac Pascal Sylvoz Francia 2:39:12                 |
| K1     | Manuel Busto Fernández · España · 2:27:05                    | Michael Leverett Australia 2:27:07                         | Attila Jambor · Hungría · 2:27:16                                   |
| K2     | Eirik Verås Larsen · Nils Olav Fjeldheim · Noruega · 2:15:48 | Martin Kolanda · Branislav Sramek · Países Bajos · 2:15:50 | Jorge Alonso González · Santiago Guerrero Arroyo · España · 2:16:34 |

### Femenino
| Evento | Oro                                           | Plata                                             | Bronce                                                    |
| ------ | --------------------------------------------- | ------------------------------------------------- | --------------------------------------------------------- |
| K1     | Anna Hemmings Reino Unido 2:47:10             | Elisabetta Introini · Italia · 2:47:19            | Mara Santos · España · Chantal Meek · Australia · 2:47:20 |
| K2     | Anna Hemmings Helen Gilby Reino Unido 2:32:03 | Renata Csay · Kornelia Szonda · Hungría · 2:32:07 | Barbara Przybylska · Magdalena Sendal · Polonia · 2:34:32 |

## Medallero
| Núm. | País            | Oro | Plata | Bronce | Total |
| ---- | --------------- | --- | ----- | ------ | ----- |
| 1    | Reino Unido     | 2   | 0     | 0      | 2     |
| 2    | Hungría         | 1   | 3     | 1      | 5     |
| 3    | República Checa | 1   | 1     | 0      | 2     |
| 4    | España          | 1   | 0     | 3      | 4     |
| 5    | Noruega         | 1   | 0     | 0      | 1     |
| 6    | Australia       | 0   | 1     | 1      | 2     |
| 7    | Italia          | 0   | 1     | 0      | 1     |
| 8    | Francia         | 0   | 0     | 1      | 1     |
| 8    | Polonia         | 0   | 0     | 1      | 1     |
|      | TOTAL           | 6   | 6     | 7      | 19    |